# Максим Щраух
Максим Максимович Щраух (24 февруари 1900, Москва, Руска империя – 3 януари 1974, Москва, СССР) е съветски драматичен и филмов артист, народен артист на РСФСР (1947) и на СССР (1965).
Играе в:
- Театъра на Мейерхолд (1929 – 1931)
- Театъра на революцията (1932 – 1950)
- Московския драматичен театър (от 1943)
- Театър „В. В. Маяковски“ (от 1954)
- Малий театър (1950 – 1957)
- Театър „В. В. Маяковски“ (1959 – 1963).

Известни роли:
- Победоносиков – в „Баня“ на Владимир Маяковски;
- Присипкин – в „Дървеница“ на Владимир Маяковски и др.

Създава образа на Ленин във филмите:
- „Човекът с пушка“;
- „Яков Свердлов“;
- „Виборгската страна“;
- „Разкази за Ленин“;
- „Ленин в Полша“.

Носител е на Държавната награда на СССР (1949 и 1951) и на Ленинската награда (1959).